# Bufo lughensis
Bufo lughensis là một loài cóc thuộc họ Bufonidae. Loài này có ở Ethiopia, Kenya, Somalia, Sudan, và có thể cả Uganda.
Môi trường sống tự nhiên của chúng là xavan khô, vùng cây bụi khô khu vực nhiệt đới hoặc cận nhiệt đới, đầm nước ngọt có nước theo mùa, và kênh đào và mương rãnh.
Chúng hiện đang bị đe dọa vì mất nơi sống.